# Gave d'Ossau
Le gave d'Ossau, est une rivière pyrénéenne du département des Pyrénées-Atlantiques, en France. Il arrose la vallée d'Ossau, qui est l'une des trois vallées du Haut-Béarn.

## Étymologie
Le terme gave désigne un cours d'eau torrentiel dans les Pyrénées occidentales.

## Géographie

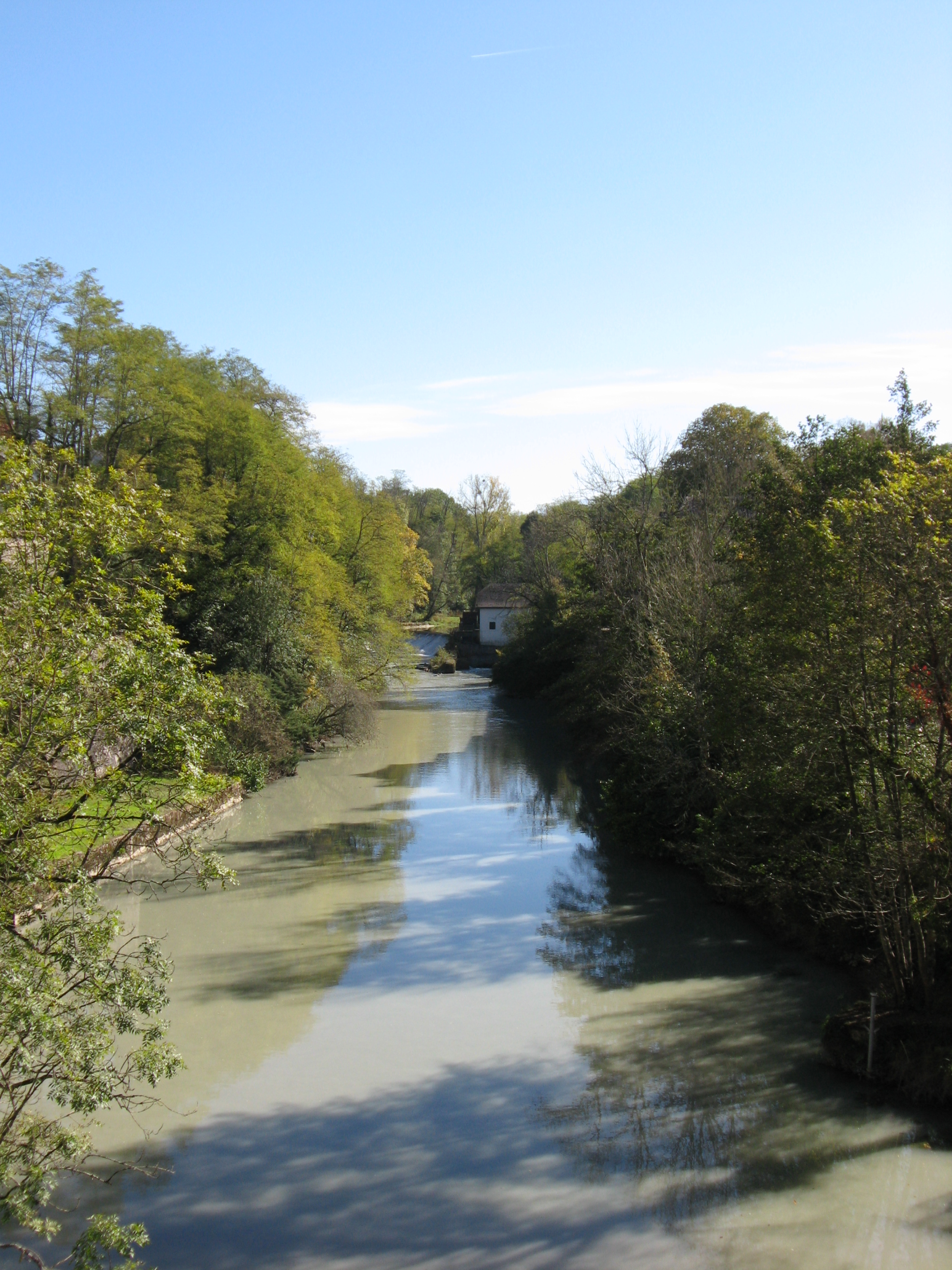
Vue du gave arrivant sur Oloron-Sainte-Marie.

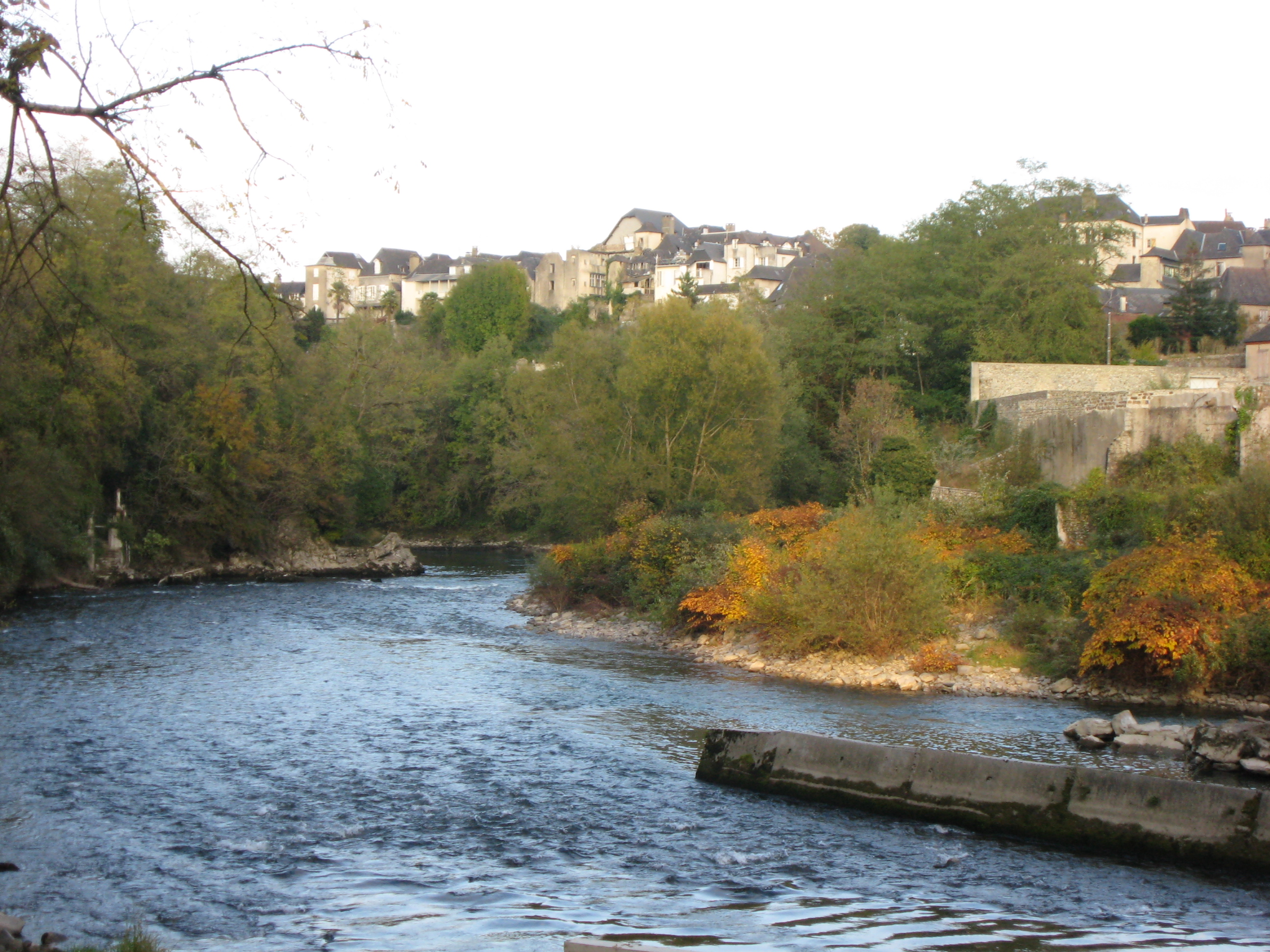
Emplacement de la confluence formant le gave d'Oloron.

Il naît à Gabas de la confluence de deux gaves, provenant des deux bassins versants (est et ouest) du pic du Midi d'Ossau, et rejoint le gave d'Aspe à Oloron-Sainte-Marie, formant ainsi le gave d'Oloron.

## Histoire

### Crues historiques
- 26 et 27 novembre 1928[3]
- 28 novembre 1974[4]

## Principaux affluents
Abréviations : (G) ou (rg) Affluent rive gauche ; (D) ou (rd) Affluent rive droite ; (CP) Cours principal, signale le nom donné à une partie du cours d'eau prise en compte dans le calcul de sa longueur.
Le gave d'Ossau se forme à Gabas de la confluence de deux gaves venus de part et d'autre du pic du Midi d'Ossau :
- (CP) le gave de Brousset, du cirque d'Anéou (à l'est).
- (G) le gave de Bious, 11,9 km, du pic d'Astu (à l'ouest)

On trouve ensuite les affluents suivants :
- (D) le gave de Soussouéou, 16,2 km, en provenance du lac d'Artouste
- (G) l'Arrec de Gaziès, 5,3 km, du Pic de Gaziès (2 457 m)
- (G) la Gée  du Coig Arras (1 934 m), coule dans les gorges de Bitet
- (G) l'Arrec de Bouerzy, 3 km, de la Pène Hourque (1 785 m)
- (D) le Valentin, 14,3 km, en provenance de Gourette.
  - (D) le Cély[5], 3,7 km, du vallon d'Iscoo sous le col d'Aubisque
  - (G) la Sourde, 4,8 km, du pic de Ger (2 613 m) et de la Coume d'Aas
- (G) l'Arrioussé / Arrioutort, 6,7 km, à Laruns
- (D) le Canceigt, 10 km, à Béost du bois d'Andreyt
- (D) le Lamay / Arriou de Luzé[6], 5,1 km, à Aste du pic de Coos (1 821 m)
- (G) l'Arriou Mage[7] / la Sourde, 9,3 km, à Bielle d'Ibeich[8]
- (G) l'Arriou Beigt, 4,5 km, de Houndãs à Bilhères
- (D) la Lau[9], 4 km
- (G) le Lamisou, l'Arrec de Baycabe, l'Arrec de Lacerbelle, ruisseaux de la Hrachette, de Lambaigt, de Picq, de Crampe…
- (D) le Montardet, le Turon, le Termy…
- (D) l'Ascle, 3 km, de Herrère
- (D) l'Arrigastoû ou Arrigaston, 15 km, à Oloron-Sainte-Marie.

## Communes traversées
- Arudy
- Aste-Béon
- Béost
- Bielle
- Buziet
- Buzy
- Castet
- Laruns
- Escout
- Herrère
- Izeste
- Louvie-Juzon
- Louvie-Soubiron
- Ogeu-les-Bains
- Oloron-Sainte-Marie
- Précilhon
- Sévignacq-Meyracq

## Anecdote
- Lieu de tournage du court-métrage "La Vallée des Larmes" réalisé par Agathe Dronne en 2012.